# Peter Unger
Peter K. Unger (25 de abril de 1942) es un filósofo estadounidense y profesor en la Universidad de Nueva York. Sus principales intereses son la metafísica, la epistemología, la ética y la filosofía de la mente. 

## Biografía
Fue a la Universidad de Swarthmore, donde fue compañero de David Lewis. Obtuvo su Licenciatura en Filosofía en 1962.  Realizaría su doctorado en la Universidad de Oxford, donde fue estudiante de A. J. Ayer; completándolo en 1966.
Unger ha escrito una defensa del escepticismo. En Ignorance (1975), argumenta que nadie sabe realmente nada e incluso que nadie es razonable o justificado en creer nada. En Philosophical Relativity (1984), argumenta que muchas preguntas filosóficas no pueden ser resueltas de forma definitiva. 
En el campo de la ética aplicada, su trabajo principal es Living High and Letting Die (1996), donde argumenta que tenemos un deber moral de hacer grandes donaciones a caridades que salvan vidas (como Oxfam y UNICEF), y que una vez hemos dado todo nuestro dinero y posesiones más allá de lo mínimo necesario para sobrevivir, deberíamos dar lo que es de otros, incluso si tenemos que mendigar, pedir prestado o robar en el proceso.
En The Mental Problems of the Many (2002), argumenta en favor de un interaccionismo dualista de sustancia: cada uno de nosotros es un alma inmaterial. Estos argumentos resultarían extendidos y mejorados en su libro All the Power in the World (2006).
En Empty Ideas (2014), critica que la filosofía analítica no ha dado resultados sustanciales sobre cómo son las cosas en la realidad concreta, siendo esto una crítica metafilosófica dura al programa analítico en lo que a aportes ontológicos respecta.

## Publicaciones seleccionadas

### Libros
- Ignorance: A Case for Scepticism (Oxford University Press, 1975 and 2002) ISBN 0-19-824417-7
- Philosophical Relativity (Blackwell and Minnesota, 1984; Oxford, 2002) ISBN 0-19-515553-X
- Identity, Consciousness and Value (Oxford, 1990) ISBN 0-19-507917-5
- Living High and Letting Die: Our Illusion of Innocence (Oxford, 1996) ISBN 0-19-510859-0
- All the Power in the World (Oxford, 2006) ISBN 0-19-515561-0
- Philosophical Papers, v. 1 (Oxford, 2006) ISBN 0-19-515552-1
- Philosophical Papers, v. 2 (Oxford, 2006) ISBN 0-19-530158-7
- Empty Ideas: A Critique of Analytic Philosophy  (Oxford, 2014) ISBN 978-0-19933081-2

### Artículos
- “An Analysis of Factual Knowledge,” The Journal of Philosophy, LXV (1968): 157-170
- “A Defense of Skepticism,” The Philosophical Review, LXXX (1971): 198-219.
- “The Uniqueness in Causation,” American Philosophical Quarterly, 14 (1977): 177-188.
- “There Are No Ordinary Things,” Synthese, 41 (1979): 117-154.
- "I do not Exist", in Perception and Identity, G. F. MacDonald (ed.) London: Macmillan, 1979 y Material Constitution, Michael C. Rea (ed.) 1996.
- “Why There Are No People,” Midwest Studies in Philosophy, IV (1979): 177-222.
- "The Problem of the Many", Midwest Studies in Philosophy, V (1980), pp. 411‑467.
- “The Causal Theory of Reference,” Philosophical Studies, 43 (1983): 1-45.
- “The Mystery of the Physical and the Matter of Qualities,” Midwest Studies in Philosophy, XXII (1999) 75-99.
- “Minimizing Arbitrariness: Toward Metaphysics of Infinitely Many Isolated Concrete Worlds,” Midwest Studies in Philosophy, IX (1984): 29-51.
- "The Mental Problems of the Many", Oxford Studies in Metaphysics, v. 1, Oxford, 2002.
- "Free Will and Scientiphicalism Archivado el 4 de marzo de 2016 en Wayback Machine.", Philosophy and Phenomenological Research, v. 65 (2002).
- "The Survival of the Sentient Archivado el 4 de marzo de 2016 en Wayback Machine.", Philosophical Perspectives, v. 14 (2000).